# Peter C. B. Phillips
Peter Charles Bonest Phillips (* 23. März 1948 in Weymouth, England) ist ein neuseeländischer Wirtschaftswissenschaftler. Mit einer Vielzahl von Forschungsartikeln, insbesondere zur Ökonometrie und ökonometrischen Zeitreihenanalyse, ist Philipps einer der forschungsstärksten Ökonomen weltweit. Seit 2013 zählt ihn Thomson Reuters aufgrund der Zahl seiner Zitationen zu den Favoriten auf einen Nobelpreis (Thomson Reuters Citation Laureates).

## Leben und Wirken
Peter Phillips wurde als Sohn von Charles Bonest und Gladys Eileen Philipps, geb. Lade, geboren. Er besuchte von 1961 bis 1965 die Mount Albert Grammar School in Auckland, Neuseeland. Das anschließende Studium der Wirtschaftswissenschaft, Mathematik und Angewandten Mathematik an der Universität Auckland schloss er 1969 mit dem B.A. ab. 1971 erwarb er dort seinen M.A. in Wirtschaftswissenschaft. Seine Abschlussarbeit trägt den Titel The Structural Estimation of Stochastic Differential Equation Systems. 1974 wurde er im Fach Ökonometrie an der London School of Economics and Political Science zum Ph.D. promoviert. In seiner Dissertation beschäftigte er sich mit Problems in the Estimation of Continuous Time Models.
1969 war er Teaching Fellow und 1970 bis 1971 Junior Lecturer für Ökonomie an der University of Aukland, 1972 bis 1976 Lecturer für Ökonomie an der University of Essex, 1976 bis 1979 Professor für Ökonometrie und Sozialstatistik an der University of Birmingham (1976 bis 1978 auch Dekan) und 1979 bis 1989 Professor für Ökonomie und Statistik an der Yale University. Seit 1989 ist er ebenda Sterling Professor für Ökonomie und Professor für Statistik. Gastprofessorenaufenthalte führten ihn an die École polytechnique (1977), an die Yale University (1978), die University of Aukland (1978, 1979, 1988), Indiana University (1982), Monash University (1986), ans Institut für Höhere Studien in Wien (1989), an die London School of Economics (1989), die Tulane University (1993–1997), University of York (1999–2009), Singapore Management University (2005, 2006, 2007, 2008–) und an die University of Southampton (2009–).
Phillips forscht hauptsächlich auf dem Gebiet der Ökonometrie, der Zeitreihenanalyse und der empirischen Anwendungen ökonometrischer Methoden in Makroökonomie und Finanzwirtschaft. Insbesondere beschäftigt er sich mit nichtstationären ökonomischen Zeitreihen und Paneldaten, mit Gesetzen für Marktinterventionen, mit makroökonomischen Prognosen, empirischen Grenzen für ökonometrischer Modelle und neuen Methoden zur Analyse langjähriger Abhängigkeiten in Zeitreihen.
Am 10. Februar 1971 heiratete er Emily Dowdell Birdling, mit der er einen Sohn hat. Nach der Scheidung 1980 heiratete er am 13. Juni 1981 Deborah Jane Blood, die auch Koautorin bei einigen seiner Arbeiten war. Aus dieser Ehe gingen ein Sohn und eine Tochter hervor. Seine Hobbys sind Laufen, Lesen und Poesie. Er veröffentlichte zwei Gedichte in der neuseeländischen Literaturzeitschrift Landfall.

## Auszeichnungen
- 1968 Annual Prize in Economics (Aukland University)
- 1979 M.A. (ehrenhalber), Yale University
- 1996 Econometric Theory Plura Scripsit Award
- 1997 GEC Teacher of the Year Award (Yale University Graduate Economics Club)
- 1998 New Zealand Medal in Science and Technology
- 1999 Econometric Theory Plurima Scripsit Award
- 2000 NZIER/QANTAS New Zealand Economist of the Year
- 2001 Distinguished Author (Journal of Applied Econometrics)
- 2002 Advisor of the Year Award (Yale University Graduate Economics Club)
- 2003 Biennial Medal, Socioeconomic Systems (Modeling and Simulation Society of Australia and New Zealand)

## Mitgliedschaften
- 1981 Econometric Society
- 1993 American Statistical Association
- 1994 Ehrenmitglied der Royal Society of New Zealand
- 1996 American Academy of Arts and Sciences
- 2003 Modeling and Simulation Society of Australia and New Zealand
- 2004 New Zealand Association of Economists
- 2005 Institute of Mathematical Statistics
- 2008 korrespondierendes Mitglied der British Academy

## Werke
Neben mehr als 230 wissenschaftlichen Arbeiten in Zeitschriften veröffentlichte er:
Bücher
- mit Michael R. Wickens: Exercises in Econometrics. 2 Bände, Ballinger & Philip Allan, Oxford [u. a.] 1978, ISBN 0-86003-006-7, ISBN 0-86003-009-1
- als Herausgeber: Models, Methods and Applications of Econometrics. Essays in Honor of A. R. Bergstrom. Basil Blackwell, Cambridge, Mass. [u. a.] 1993, ISBN 1-55786-110-2
- als Herausgeber mit Gangadharrao S. Maddala und Thirukodikaval N. Srinivasan: Advances in Econometrics and Quantitative Economics. Essays in Honor of Professor C. R. Rao. Basil Blackwell, Oxford [u. a.] 1995, ISBN 1-55786-382-2

Artikel (Auswahl)
- The Structural Estimation of a Stochastic Differential Equation System. In: Econometrica. Band 40, Nr. 6, November 1972, S. 1021–1041.
- Approximations to Some Finite Sample Distributions Associated with a First-Order Stochastic Difference Equation. In: Econometrica. Band 45, Nr. 2, März 1977, S. 463–485.
- The Exact Finite Sample Density of Instrumental Variable Estimators in an Equation with n+1 Endogenous Variables. In: Econometrica. Band 48, Nr. 4, Mai 1980, S. 861–878.
- Understanding spurious regressions in econometrics. In: Journal of Econometrics. Band 33, Nr. 3, Dezember 1986, S. 311–340.
- Time Series Regression with a Unit Root. In: Econometrica. Band 55, Nr. 2, März 1987, S. 277–301.
- Partially Identified Econometric Models. In: Econometric Theory. Band 5, Nr. 2, August 1989, S. 181–240.
- Optimal Inference in Cointegrated Systems. In: Econometrica. Band 59, Nr. 2, März 1991, S. 283–306.
- To Criticize the Critics. An Objective Bayesian Analysis of Stochastic Trends. In: Journal of Applied Econometrics. Band 6, Nr. 4, Oktober–Dezember 1991, S. 333–364.
- mit V. Solo: Asymptotics for Linear Processes. In: Annals of Statistics. Band 20, Nr. 2, Juni 1992, S. 971–1001.
- Fully Modified Least Squares and Vector Autoregression. In: Econometrica. Band 63, Nr. 5, September 1995, S. 1023–1078.
- mit Werner Ploberger: An Asymptotic Theory of Bayesian Inference for Time Series. In: Econometrica. Band 64, Nr. 2, März 1996, S. 381–412.
- Econometric Model Determination. In: Econometrica. Band 64, Nr. 4, Juli 1996, S. 763–812.
- New Tools for Understanding Spurious Regressions. In: Econometrica. Band 66, Nr. 6, November 1998, S. 1299–1326.
- mit Hyungsik R. Moon: Linear Regression Limit Theory for Nonstationary Panel Data. In: Econometrica. Band 67, Nr. 5, September 1999, S. 1057–1112.
- mit Joon Y. Park: Nonstationary Binary Choice. In: Econometrica. Band 68, Nr. 5, September 2000, S. 1249–1280.
- mit Joon Y. Park: Nonlinear Regressions with Integrated Time Series. In: Econometrica. Band 69, Nr. 1, Januar 2001, S. 117–161.
- mit Dean Corbae und Sam Ouliaris: Band Spectral Regression with Trending Data. In: Econometrica. Band 70, Nr. 3, Mai 2002, S. 1067–1109.